# Hermophyllon anceps
Hermophyllon anceps is een vlinder uit de familie van de Houtboorders (Cossidae). De wetenschappelijke naam van de soort is voor het eerst gepubliceerd in 1900 door Pieter Snellen.
De soort komt voor in de Filipijnen, Maleisië en Indonesië (Sumatra, Java, Nias) en Borneo.